# Gai Eruci Clar
Gai Eruci Clar (en llatí Caius Erucius Clarus) va ser un magistrat romà. Probablement era fill de Sext Eruci Clar (Sextus Erucius Clarus). Formava part de la gens Erúcia i era de la família dels Clar, que van ser importants a l'inici de l'Imperi Romà.
Va ser elegit cònsol romà l'any 170 juntament amb Marc Corneli Cetege II (Marcus Cornelius Cethegus) al regnat de Marc Aureli, segons els Fasti. Va ser prefectum vigilum i governador de la província de Síria.